# Чикаго (озеро)
О́зеро Чика́го — доісторичне моренне озеро, попередник сьогоденного озера Мічиган, одного з п'яти Великих озер Північної Америки. Живлення відбувалось відступаючими льодовиками, стік на південь через річку Чикаго-Аутлет.

## Утворення
Місто Чикаго лежить на широкій рівнині, яка сотні мільйонів років тому була великим внутрішнім басейном, покритим теплими мілководними морями. Ці моря покривали сьогоденний суходіл Північної Америки від Північного Льодовитого океану до Мексиканської затоки. Докази колишнього існування цих морів знайдені у скам'янілостях коралів, що розкопані в кар'єрах Іллінойсу на Стоун-Айленд-авеню, Торнтон-кар'єрі, Мак-Кук, штат Іллінойс, або на 18-й вулиці та Дамен-авеню в Чикаго. Докази можуть бути також знайдені в скам'янілостях гірського вапняку Ніагара, знайдених по всьому району Чикаго і простягаючись аж до Ніагари, Нью-Йорк.
Набагато пізніше полярна шапка чотири рази покривала північ континенту, місцями завтовшки до 1500 м і більше. з часом клімат змінювався та лід танув, останній великий льодовиковий щит (Вісконсинське заледеніння у плейстоцені, який охопив більшу частину півночі Північної Америки) відступив, тала вода стікала через річки Саг та Дес-Плейнс. Повінь Канкакі спустила доісторичне озеро Чикаго через ці річкові долини.
Озеро Чикаго утворено, коли льодовик відступив на північ у басейн сучасного озера Мічиган, приблизно 11 тис. р. до н. е.. Тут льодовик утворив Парк-Морена у сучасному Іллінойсі та озеро Морена-Бордерс в Індіані та Мічигані.
Через озеро відбувалась дренування моренних озер Сагіно та Вітлсі до басейну озер Гурон та Ері.
По відступу льодовика на північ та відкриття долини річки Могок, води басейнів озер Гурон та Ері відійшли від гирла Мічигану, залишивши озеро Чикаго як верхове озеро. Продовження міграції льодовика на північ, створило умови для виникнення великих моренних озер у басейні озера Мічиган, таких як озеро Альгонкін, а потім Великих озер Ніпіссінг.

## Розташування
Озеро простягалося дещо далі на південь, захід і схід, ніж озеро Мічиган, озеро Чикаго мало поширення на захід до сьогоденного Ла-Гранджу та на південь до Гоумвуда та Лансінга, повністю охоплюючи сьогоденний північний захід штату Індіана, включаючи міста Гаммонд та Гері.
По відступу Лаврентійського льодовикового щита, було створено нові виходи для води, включаючи Ніагарський водоспад та річку Св. Лаврентія. З часом збільшилося скидання води цим шляхом і рівень води в озері Чикаго почав знижуватися в три стадії 5—6 м кожна. Врешті-решт скидання води на південний захід припинилось, і річка Дес-Плейнс припинила сполучення з озером Мічиган.

## Скидання води та пляжі

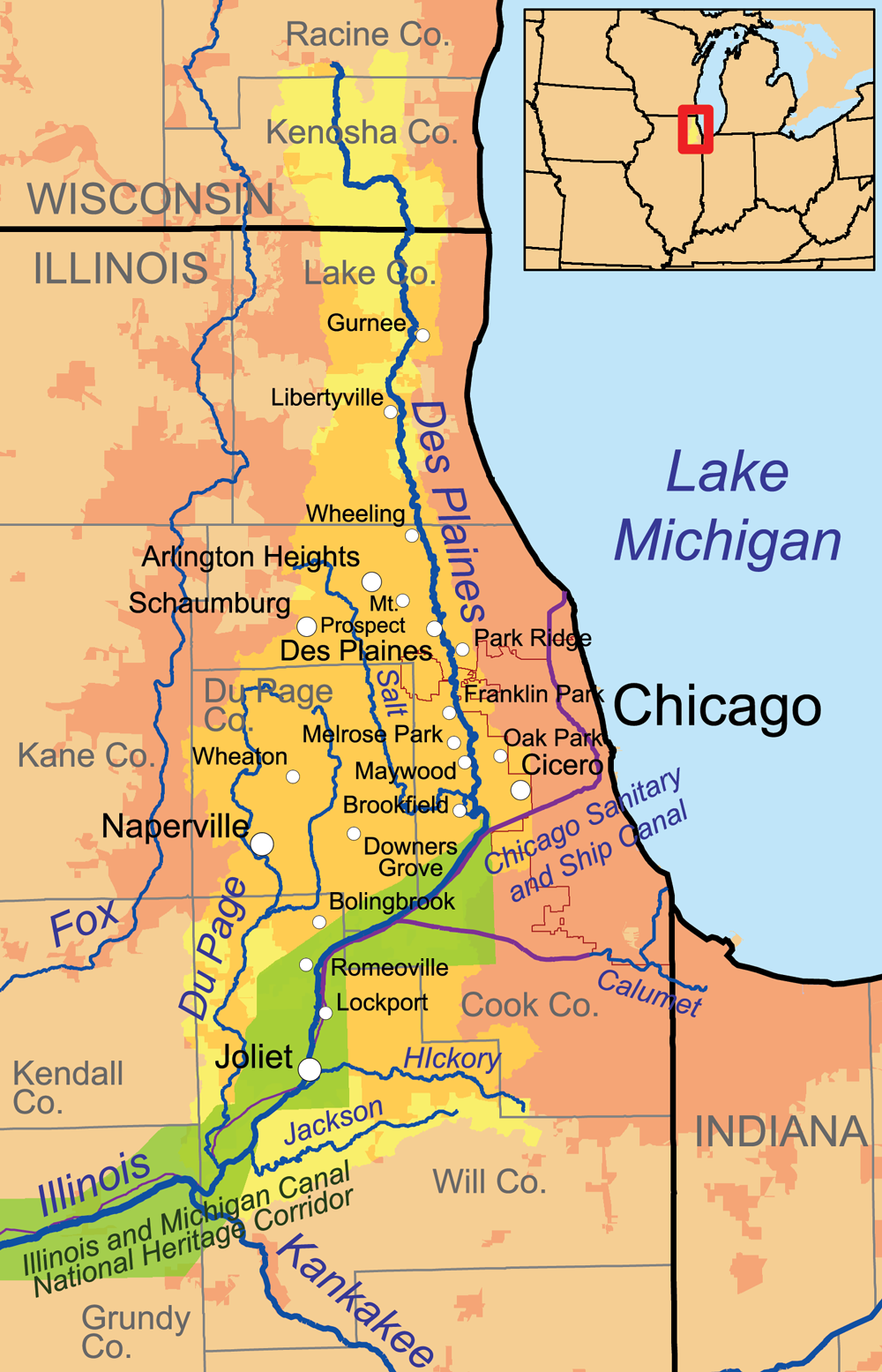
Сточище річки Дес-Плейнс

Після відступу Лаврентійського льодовикового щита на північ, площа озера Чикаго зросла. Початковий стік озера Чикаго був на південний захід через долину річки Дес-Плейнс, звідти через річку Іллінойс до Мексиканської затоки. Найвищий пляж — берегова лінія Гленвуд, що розташований на висоті 17—18 м над рівнем озера Мічиган. Є два додаткові пляжі, на півночі та сході, які утворилися, коли стік через Дес-Плейнес було припинено: берегова лінія Калюмет, приблизно 11—12 м над рівнем сьогоденного Мічигану і пляж Толлстон 6,1—7,6 м над озером Мічиган. Назва озеро Чикаго використовується для озера, коли воно скидало воду через Дес-Плейнес. Берегові лінії Калюмет та Толлстон мають відношення до озера Альгонкін.
Випускний канал має ширину понад 1,6 км і прорізується через льодовикові відкладення. Біля голови каналу розташовані прорізані прошарки гірських порід. Цілком ймовірно, що пляжі озера Чикаго утворені, що ці шари гірських порід міцно тримали рівень озера, але після їх руйнації рівень озера знизився. Після кожного етапу наступний бар'єр залишався міцним, тримаючи озеро стійким і створюючи пляжі.
Уздовж східного берега озера Мічиган пляжі озера Чикаго були зруйновані ерозією, за винятком найвищого пляжу. Значна частина цього пляжу також була знищена. Найкращі сегменти, що залишилися, розташовані уздовж південного краю озера Мічиган в штаті Індіана.